# Roger Troutman
Roger Troutman (* 29. November 1951 in Hamilton, Ohio; † 25. April 1999 in Dayton, Ohio) war ein US-amerikanischer Musiker.

## Werdegang
Troutman war Gründer der Discofunk-Gruppe ZAPP, die größtenteils aus Brüdern bestand. Er hatte auch solo einige Chart-Erfolge (I Want to Be Your Man). Kennzeichnend für den besonderen Sound von ZAPP/Roger Troutman war der Einsatz einer (ansonsten in den 1970er Jahren eher von Gitarristen benutzten) Talkbox an den Keyboards. Bei diesem Effektgerät kann mit Hilfe eines Schlauches Instrumentalspiel und die menschliche Stimme vermischt werden, wodurch der Gesang stark verfremdet klingt. Einlagen von Roger Troutmans Talkbox-Gesang sind auch in California Love von Tupac Shakur (2Pac) und Dr. Dre zu hören. 1996 war er für die Filmmusik zu Mister Bombastic verantwortlich.
Troutman starb 1999 im Good Samaritan Hospital and Health Center an den Folgen mehrerer Pistolenschüsse, die wahrscheinlich von seinem Bruder (und ZAPP-Bandmitglied) Larry Troutman abgefeuert wurden. Roger Troutman wurde im Außenbereich seines Aufnahmestudios gefunden. Seinen Bruder Larry fand man mit der Tatwaffe einige Blocks entfernt in seinem Auto – ebenfalls tot mit einem Kopfschuss. Die Ermittlungen gingen von Suizid aus. Das Motiv ist unbekannt.